# Unsuk Chin
Unsuk Chin (진은숙 Pronúncia en coreà: [tɕin ɯn.suk]) és una compositora sud-coreana nascuda el 14 de juliol de 1961. Ha estat guardonada el Grawemeyer Award el 2004, el Premi Arnold Schönberg el 2005, el Premi de Composició Musical de la Fundació Prince Pierre el 2010, el Premi Ho-Am de les Arts el 2012 i el Premi Wihuri Sibelius el 2017. Chin viu a Berlín des de 1988. És considerada com una dels 50 millors compositors contemporanis del món, d'entre els quals només tretze dones.

## Vida
Unsuk Chin va néixer a Seül, Corea del Sud. El seu pare era ministre presbiterià, i quan Chin tenia dos anys va comprar un piano per als serveis litúrgics de l'església. Chin va aprendre piano i solfeig de forma autodidacta, i a l'edat de 8 anys ja tocava el piano en casaments i celebracions. Després de descartar una carrera com a pianista, Chin va estudiar composició amb Sukhi Kang a la Universitat Nacional de Seül. El 1985 va rebre una beca per anar a Alemanya. Allà va estudiar amb György Ligeti a la Hochschule für Musik und Theater d'Hamburg de 1985 a 1988.
A partir de 1988 Unsuk Chin va treballar com a compositora freelance a l'estudi de música electrònica de la Universitat Tècnica de Berlín, completant un total de set obres. La seva primera peça orquestral, Die Troerinnen, escrita el 1986, va ser estrenada quatre anys més tard per l'Orquestra Filharmònica de Bergen. L'èxit internacional de Chin va arribar el 1991 amb l'estrena de l'obra Acrostic Wordplay pel Nieuw Ensemble. L'obra, que evoca el món de la infància a partir d'un text format per onomatopeies, ha estat interpretada a més de 20 països a Europa, Àsia i Amèrica del Nord. El 1994 Chin va encetar una fructífera col·laboració amb l'Ensemble Intercontemporain amb l'obra Fantaisie mecanique. Des de l'any 1995 Chin publica exclusivament per a Boosey & Hawkes.
Les obres de Unsuk Chin han sigut interpretades per l'Orquestra Filharmònica de Berlín, l'Orquestra Filharmònica de Nova York, l'Orquestra Simfònica de la BBC, l'Orquestra Simfònica de Chicago, l'Orquestra Filharmònica de Londres, l'Orquestra Filharmònica de Los Angeles, l'Orquestra Simfònica de Boston, la Deutsches Symphonie-Orchester Berlin, la Philharmonia Orchestra, l'Orquestra Simfònica de Tokyo, l'Orquestra Filharmònica de Radio França, l'Orquestra Filharmònica d'Oslo, l'Orquestra Simfònica de la Ciutat de Birmingham, l'Orquestra Simfònica de Mont-real, l'Orquestra Simfònica de la NDR, l'Orquestra Simfònica de la Ràdio Finlandesa, l'Ensemble intercontemporain, l'Ensemble Modern, el Quartet Kronos, el Hilliard Ensemble, Klangforum Wien, el Quartet Arditti, la London Sinfonietta i l'Ensemble musikFabrik, i han estat dirigides per Kent Nagano, que n'ha estrenat sis, Sir Simon Rattle, Alan Gilbert, Gustavo Dudamel, Myung-Whun Chung, Esa-Pekka Salonen, Neeme Järvi, Peter Eötvös, David Robertson i George Benjamin.
La música de Chin ha sigut destacada al Festival de Lucerna, al Festival Musica a Estrasburg, al Festival d'Estiu Suntory a Tòquio i al Festival Settembre Musica a Itàlia. La temporada 2001/2002 Chin va ser compositora en residència de la Deutsches Symphonie-Orchester Berlin. Des de 2006 és compositora en residència i directora artística del cicle de música contemporània de l'Orquestra Filharmònica de Seül. Des del 2016 n'és també assessora artística. Des de l'any 2011 ha supervisat el cicle Music of Today de la Philarmonia Orchestra a Londres, invitada pel seu director principal Esa-Pekka Salonen. La primera òpera de Chin, Alice in Wonderland, està basada en el clàssic de Lewis Carroll. El llibret és obra de David Henry Hwang i la pròpia Chin. La producció que es va representar a Múnic i va ser publicada en DVD per Unitel, dirigida per Achim Freyer, va ser seleccionada 'Estrena de l'any' en una enquesta entre crítics internacionals realitzada per la revista alemanya Opernwelt el 2007.

## Estil musical
Unsuk Chin rebutja cap etiqueta cultural per a la seva obra. Per a la compositora coreana, els autors més importants del segle XX són Béla Bartók, Ígor Stravinski, Claude Debussy, Anton Webern, Iannis Xenakis, i el seu professor György Ligeti, entre d'altres. Chin considera el seu treball amb la música electrònica i el seu interès pel gamelan de Bali com a influències fonamentals en la seva obra. En obres com Miroirs des temps, Chin utilitza conceptes musicals de compositors medievals com Machaut o Ciconia, usant i desenvolupant tècniques com els palíndroms musicals o els cànons 'de cranc'. Els textos de la música vocal de Chin provenen sovint de la poesia experimental, i es basen en tècniques com l'acròstic, l'anagrama i el palíndrom, que influeixen llavors en l'estructura de la composició. Chin ha musicat poemes d'Inger Christensen, Harry Mathews, Gerhard Rühm i Unica Zürn, i el títol de Cantatrix Sopranica prové d'un escrit de Georges Perec. Tot i això, en obres com Kalá, Chin s'ha servit de textos d'autors menys experimentals com Gunnar Ekelöf, Paavo Haavikko i Arthur Rimbaud. L'obra Die Troerinnen està basada en Les troianes d'Eurípides, i Le silence des Sirènes juxtaposa textos d'Homer i de James Joyce.
Chin ha definit la seva música com a 'arquitectura fluïda' i ha parlat sovint de les connexions que estableix amb el món paradoxal del somni o de la física quàntíca. Descrivint el seu procés creatiu, la compositora ha dit que quan treballa necessita 'estar en una terra de ningú', i que per això li cal 'un cor solitari'. Chin també admet estar obsessionada pel concepte de virtuositat, raó per la qual ha escrit tantes obres concertants i una sèrie d'estudis per a piano.

## Obres destacades[10]
| Any  | Títol           |
| ---- | --------------- |
| 1993 | Santica Ekatela |
| 2008 | Rocaná          |
| 2014 | Mannequin       |
| 2017 | Chorós Chordón  |

| Any     | Títol                                           |
| ------- | ----------------------------------------------- |
| 1996-97 | Concert per a piano                             |
| 2001    | Concert per a violí                             |
| 2002    | Doble Concert per a piano, percussió i ensemble |
| 2009-13 | Concert per a cello                             |
| 2009    | Šu, per a sheng i orquestra                     |
| 2013-14 | Concert per a clarinet                          |

| Any     | Títol                                                          |
| ------- | -------------------------------------------------------------- |
| 1984    | Gestalten, per a ensemble                                      |
| 1985    | Spektra, per a tres cellos                                     |
| 1994-97 | Fantaisie mécanique, per a trompeta, trombó, percussió i piano |
| 2009-11 | Gougalōn. Scenes from a Street Theater, per a ensemble         |
| 2012    | cosmigimmicks. A musical pantomime, per a set instrumentistes  |
| 2012-13 | Graffiti                                                       |

| Any  | Títol                             |
| ---- | --------------------------------- |
| 1995 | Estudi núm.2 (Sequenzen)          |
| 1995 | Estudi núm.3 (Scherzo ad libitum) |
| 1995 | Estudi núm..4 (Scalen)            |
| 1999 | Estudi núm..1 (in C)              |
| 2000 | Estudi núm..6 (Grains)            |
| 2003 | Estudi núm..5 (Toccata)           |

| Any     | Títol               |
| ------- | ------------------- |
| 2004-07 | Alice in Wonderland |

| Any       | Títol                                                                            |
| --------- | -------------------------------------------------------------------------------- |
| 1986-1990 | Troerinnen (after Euripides), per a tres sopranos, cor de dones i orquestra      |
| 1991-93   | Akrostichon-Wortspiel, per a soprano i ensemble                                  |
| 1999-2000 | Miroirs des temps, per a quatre cantants i orquestra                             |
| 2000-01   | Kalá, per a soprano, baix, cor mixt i orquestra                                  |
| 2004      | snagS&Snarls, per a soprano i orquestra                                          |
| 2004-2011 | Escenes de Alice in Wonderland per a soprano, mezzo-soprano i orquestra          |
| 2005      | Cantatrix Sopranica, per a dos sopranos, contratenor i ensemble                  |
| 2014      | Le silence des Sirènes, per a soprano i orquestra                                |
| 2016      | Le Chant des Enfants des Étoiles, per a cor mixt, cor de nens, orgue i orquestra |

| Any       | Títol                                                                |
| --------- | -------------------------------------------------------------------- |
| 1989-1990 | Gradus ad Infinitum, per a vuit pianos i cinta                       |
| 1992      | El aliento de la sombra                                              |
| 1995      | ParaMetaString, per a quartet de corda i electrònica                 |
| 1998      | Xi, per a ensemble i electrònica                                     |
| 1998      | Allegro ma non troppo, per a percussió i electrònica                 |
| 2000      | Spectres-spéculaires, per a violí i electrònica                      |
| 2006-07   | Double Bind?, per a violí i electrònica en directe                   |
| 2010-11   | Fanfare chimérique, per a ensembles de vent i electrònica en directe |

## Premis i guardons
| Any  | Nom |
| ---- | --- |
| 1985 | Primer Premi de la Fundació Gaudeamus per Spektra                                                                          |
| 1993 | Primer Premi al Concurs d'Obres per a Orquestra en Commemoració del Semicentenari del Govern de Tòquio per santika Ekatala |
| 1997 | Primer Premi de Música Contemporània per a Piano al Concurs Internacional de Piano d'Orléans per Piano Studies Nos. 2–4    |
| 2004 | Grawemeyer Award de la Universitat de Louisville pel Concert per a violí                                                   |
| 2005 | Premi Arnold Schönberg |
| 2007 | Heidelberger Künstlerinnenpreis                                                                                            |
| 2010 | Premi de Composició Musical de la Fundació Prince Pierre per Gougalōn                                                      |
| 2012 | Premi Ho-Am de les Arts |
| 2017 | Premi Wihuri Sibelius |

## Enregistraments[17]
- Unsuk Chin: Akrostichon – Wortspiel and other works. Ensemble Intercontemporain. CD. Deutsche Grammophon, 2005

- Unsuk Chin: Alice in Wonderland. Bayerische Staatsoper, Kent Nagano. DVD. Unitel, 2008
- Unsuk Chin: Rocaná, Violin Concerto. Viviane Hagner, Kent Nagano, Orquestra Simfònica de Mont-real. CD. Analekta, 2009.
- Unsuk Chin: Xi and other works. (reissue of Akrostichon-Wortspiel CD). Ensemble Intercontemporain. CD. Kairos, 2011.
- Unsuk Chin: Three Concertos. Myung-Whun Chung, Alban Gerhardt, Sunwook Kim, Wu Wei (de), Orquestra Filharmònica de Seül. CD. Deutsche Grammophon, 2014

- Spektra per tres cellos. A: Ladder of Escape 6. Taco Kooistra, Viola de Hoog, Eduard van Regteren Altena. CD. ATTACCA, 1992
- Allegro ma non troppo. A: Fifty Years Studio TU Berlin. EMF Media, DVD 054, 2008
- Cantatrix Sopranica. A: Sprechgesänge – Speech Songs. musikFabrik, Stefan Asbury. CD. Wergo, 2010.
- cosmigimmicks. A: "Dokumentation Wittener Tage für neue Kammermusik 2013". Celso Antunes, Nieuw Ensemble. CD. WDR, 2013
- Fantaisie mécanique. A: "Euclidian Abyss". Vimbayi Kaziboni, Internationale Ensemble Modern Akademie. CD. Ensemble Modern Records, 2013
- Gougalōn. A: "Contact! 2012–13 season". Alan Gilbert, Orquestra Filharmònica de Nova York. Mp3-CD. New York Philharmonic Records, 2013
- Sis estudis per a piano. Mei Yi Foo. A: Musical Toys. CD. Odradek Records, 2012
- Sis estudis per a piano. Yejin Gil. A: "Fulgurances". CD. Solstice, 2013